# 犬蔵
犬蔵（いぬくら）は、神奈川県川崎市宮前区の町名である。現行行政地名は犬蔵1丁目から犬蔵3丁目で、住居表示実施済区域。面積は1.084km²。

## 地理
宮前区の北西部に位置し、川崎市内の幹線道路である尻手黒川道路が貫通している。一帯は宅地開発がなされているが、戦後の宅地開発により一部で地図混乱地域が発生した。
犬蔵の北部では菅生、初山、南平台と、東部では土橋や鷺沼と接する。南部では横浜市青葉区美しが丘と、西部では神奈川県道13号横浜生田線を境界として水沢と接している（特記のない町名は宮前区所属）。

### 面積
面積は以下の通りである。
| 丁目      | 面積（km²） |
| --------- | ----------- |
| 犬蔵1丁目 | 0.385       |
| 犬蔵2丁目 | 0.505       |
| 犬蔵3丁目 | 0.194       |
| 計        | 1.084       |

### 地価
住宅地の地価は、2025年（令和7年）1月1日の公示地価によれば、犬蔵1-4-22の地点で23万8000円/m²、犬蔵2-8-34の地点で36万8000円/m²、犬蔵2-20-2の地点で24万5000円/m²となっている。

## 歴史
「犬蔵」の名は応永5年（1398年）の銘がある鰐口に「菅生大蔵」の形で登場する。その後も下菅生村→菅生村→向丘村→川崎市の小名であったが、1986年の住居表示設定で町名として採用された。

### 地名の由来
「イヌ」は当地にあった御嶽社（現在は菅生神社に合祀されている）の使い神である山犬、あるいは実際にイヌや狼が生息していたとする説や、「低い、小さい」を意味する説がある。「クラ」は谷を意味する語とされる。

### 沿革
- 江戸時代 - 下菅生村の一部に属する。
- 1874年（明治7年） - 大区小区制により、当地は第5大区第6小区に属する。
- 1889年（明治22年） - 町村制施行にあわせ、菅生村など4村が合併して向丘村が成立。当地は向丘村大字菅生の一部となる。
- 1938年（昭和13年） - 向丘村が川崎市に編入。川崎市菅生の一部となる。
- 1939年（昭和14年） - 軍用地として大部分が接収される。
- 1951年（昭和26年） - 接収解除された軍用地が大字向ヶ丘となる[14]。
- 1972年（昭和47年） - 川崎市が政令指定都市へ移行。高津区菅生の一部となる。
- 1982年（昭和57年） - 高津区から宮前区が分区。当地は宮前区菅生・向ヶ丘の各一部となる。
- 1986年（昭和61年） - 住居表示の実施にともない、菅生・向ヶ丘の一部をもって宮前区犬蔵一丁目～三丁目が成立[14]。
- 1996年（平成8年） - 向ヶ丘地区の更正登記が完了。同地区の地図混乱状態が解消する[15]。

### 町域の新旧対照
犬蔵が住居表示を施行する前の字は、以下のようになっていた。
| 現町丁    | 住居表示施行前の字                                                           |
| --------- | ---------------------------------------------------------------------------- |
| 犬蔵1丁目 | 菅生字清水の一部、菅生字枝谷の一部、向ケ丘字菅生の一部、向ケ丘字南菅生の一部 |
| 犬蔵2丁目 | 菅生字清水の一部、菅生字枝谷の一部、向ケ丘字南菅生の一部                     |
| 犬蔵3丁目 | 菅生字清水の一部、菅生字枝谷の一部、向ケ丘字南菅生の一部                     |

## 世帯数と人口
2025年（令和7年）6月30日現在（川崎市発表）の世帯数と人口は以下の通りである。
| 丁目      | 世帯数    | 人口     |
| --------- | --------- | -------- |
| 犬蔵1丁目 | 1,527世帯 | 3,231人  |
| 犬蔵2丁目 | 3,805世帯 | 9,045人  |
| 犬蔵3丁目 | 1,700世帯 | 4,120人  |
| 計        | 7,032世帯 | 16,396人 |

### 人口の推移

人口推移のグラフ

犬蔵の人口は、以下の表のように推移している。
| 年                 | 基準日  | 犬蔵1丁目 | 犬蔵2丁目 | 犬蔵3丁目 | 合計  | 人口基準 | 出典   |
| ------------------ | ------- | --------- | --------- | --------- | ----- | -------- | ------ |
| 1987年（昭和62年） | 4月1日  | 2580      | 1397      | 2236      | 6213  | 推計人口 | [ 17 ] |
| 1988年（昭和63年） | 10月1日 | 2636      | 1402      | 2272      | 6310  | 推計人口 | [ 18 ] |
| 1989年（平成元年） | 10月1日 | 2767      | 1472      | 2262      | 6501  | 推計人口 | [ 18 ] |
| 1990年（平成2年）  | 10月1日 | 2761      | 1754      | 2245      | 6760  | 国勢調査 | [ 18 ] |
| 1991年（平成3年）  | 10月1日 | 2747      | 1930      | 2330      | 7007  | 推計人口 | [ 18 ] |
| 1992年（平成4年）  | 10月1日 | 2765      | 2149      | 2291      | 7205  | 推計人口 | [ 18 ] |
| 1993年（平成5年）  | 10月1日 | 2743      | 2182      | 2343      | 7268  | 推計人口 | [ 19 ] |
| 1994年（平成6年）  | 10月1日 | 2757      | 2365      | 2375      | 7497  | 推計人口 | [ 19 ] |
| 1995年（平成7年）  | 10月1日 | 2741      | 2321      | 2349      | 7411  | 国勢調査 | [ 19 ] |
| 1996年（平成8年）  | 10月1日 | 2988      | 2514      | 2416      | 7918  | 登録人口 | [ 19 ] |
| 1997年（平成9年）  | 10月1日 | 2998      | 2933      | 2340      | 8271  | 登録人口 | [ 19 ] |
| 1998年（平成10年） | 10月1日 | 3018      | 3379      | 2400      | 8797  | 登録人口 | [ 20 ] |
| 1999年（平成11年） | 10月1日 | 3095      | 3435      | 2360      | 8890  | 登録人口 | [ 21 ] |
| 2000年（平成12年） | 10月1日 | 3077      | 3451      | 2453      | 8981  | 登録人口 | [ 22 ] |
| 2001年（平成13年） | 10月1日 | 3092      | 3404      | 2452      | 8948  | 登録人口 | [ 23 ] |
| 2002年（平成14年） | 10月1日 | 3079      | 3392      | 2426      | 8897  | 登録人口 | [ 24 ] |
| 2003年（平成15年） | 10月1日 | 3064      | 3669      | 2463      | 9196  | 登録人口 | [ 25 ] |
| 2004年（平成16年） | 10月1日 | 3053      | 3762      | 2526      | 9341  | 登録人口 | [ 26 ] |
| 2005年（平成17年） | 9月30日 | 3019      | 3758      | 2494      | 9271  | 登録人口 | [ 27 ] |
| 2006年（平成18年） | 9月30日 | 3047      | 3855      | 2643      | 9545  | 登録人口 | [ 28 ] |
| 2007年（平成19年） | 9月30日 | 2995      | 4623      | 2806      | 10424 | 登録人口 | [ 29 ] |
| 2008年（平成20年） | 9月30日 | 2986      | 6366      | 2900      | 12252 | 登録人口 | [ 30 ] |
| 2009年（平成21年） | 9月30日 | 2979      | 7048      | 2907      | 12934 | 登録人口 | [ 31 ] |
| 2010年（平成22年） | 9月30日 | 2972      | 7838      | 3039      | 13849 | 登録人口 | [ 32 ] |
| 2011年（平成23年） | 9月30日 | 3000      | 8411      | 3731      | 15142 |          | [ 33 ] |
| 2012年（平成24年） | 9月30日 | 2970      | 9005      | 4035      | 16010 |          | [ 34 ] |

### 人口の変遷
国勢調査による人口の推移。
| 年                 | 人口   |
| ------------------ | ------ |
| 1995年（平成7年）  | 7,411  |
| 2000年（平成12年） | 8,982  |
| 2005年（平成17年） | 9,536  |
| 2010年（平成22年） | 14,175 |
| 2015年（平成27年） | 16,708 |
| 2020年（令和2年）  | 16,841 |

### 世帯数の変遷
国勢調査による世帯数の推移。
| 年                 | 世帯数 |
| ------------------ | ------ |
| 1995年（平成7年）  | 2,664  |
| 2000年（平成12年） | 3,309  |
| 2005年（平成17年） | 3,468  |
| 2010年（平成22年） | 5,387  |
| 2015年（平成27年） | 6,163  |
| 2020年（令和2年）  | 6,466  |

## 学区
市立小・中学校に通う場合、学区は以下の通りとなる（2022年4月時点）。
| 丁目      | 番・番地等                                            | 小学校             | 中学校             |
| --------- | ----------------------------------------------------- | ------------------ | ------------------ |
| 犬蔵1丁目 | 全域                                                  | 川崎市立犬蔵小学校 | 川崎市立犬蔵中学校 |
| 犬蔵2丁目 | 全域                                                  | 川崎市立犬蔵小学校 | 川崎市立犬蔵中学校 |
| 犬蔵3丁目 | 1～7番 8番27号 9番18～20号 10番以降                   | 川崎市立犬蔵小学校 | 川崎市立犬蔵中学校 |
| 犬蔵3丁目 | 8番1～26号 8番28号～最終号 9番1～17号 9番21号〜最終号 | 川崎市立菅生小学校 | 川崎市立菅生中学校 |

## 事業所
2021年（令和3年）現在の経済センサス調査による事業所数と従業員数は以下の通りである。
| 丁目      | 事業所数  | 従業員数 |
| --------- | --------- | -------- |
| 犬蔵1丁目 | 81事業所  | 1,068人  |
| 犬蔵2丁目 | 100事業所 | 1,082人  |
| 犬蔵3丁目 | 36事業所  | 434人    |
| 計        | 217事業所 | 2,584人  |

### 事業者数の変遷
経済センサスによる事業所数の推移。
| 年                 | 事業者数 |
| ------------------ | -------- |
| 2016年（平成28年） | 182      |
| 2021年（令和3年）  | 217      |

### 従業員数の変遷
経済センサスによる従業員数の推移。
| 年                 | 従業員数 |
| ------------------ | -------- |
| 2016年（平成28年） | 2,545    |
| 2021年（令和3年）  | 2,584    |

## 交通

### 鉄道
2021年現在、域内に鉄道は存在しない。
なお、川崎縦貫高速鉄道の計画があり当地に「犬蔵駅」が設置される予定となっていたが、この計画は2015年に休止が発表された。

### バス

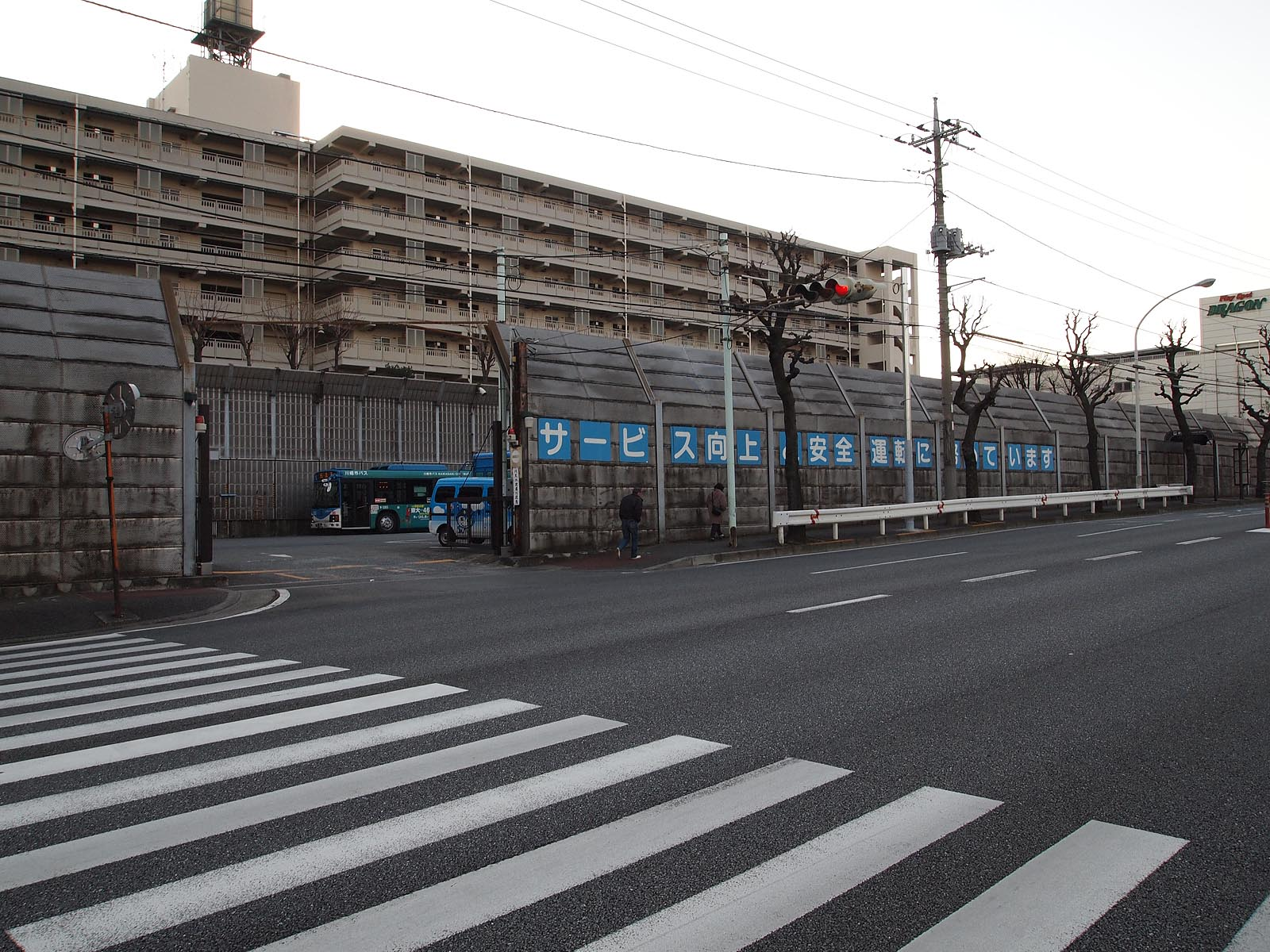
川崎市バス菅生営業所（菅生車庫時代の2011年1月に撮影）

路線の詳細については、川崎市バス鷲ヶ峰営業所菅生車庫、川崎市バス鷲ヶ峰営業所、東急バス虹が丘営業所を参照のこと。
当地に川崎市バス鷲ヶ峰営業所菅生車庫が設置され、登戸駅と当地を結ぶ路線も運行している。
また、「美しの森」地区とたまプラーザ駅を結ぶ路線を東急バスが運行しているほか、尻手黒川道路を経由して聖マリアンナ医大病院と鷺沼駅を結ぶバスを川崎市バス、東急バス、小田急バスが運行している。

### 道路
- 東名高速道路 - 犬蔵の西端を走る。東名川崎インターチェンジの敷地の一部が犬蔵にかかっている。
- 尻手黒川道路
- 神奈川県道13号横浜生田線 - 犬蔵と水沢の境界を通る。

## 施設
- 川崎市消防局消防総合訓練場 - 訓練に支障のない場合、地域住民などへの貸し出しを行っていたが、現在は一般への貸出は行っていない[45]。
- 川崎市立犬蔵小学校
- 川崎市立犬蔵中学校

## その他

### 日本郵便
- 郵便番号 : 216-0011[3]（集配局 : 宮前郵便局[46]）

### 警察
町内の警察の管轄区域は以下の通りである。
| 丁目      | 番・番地等 | 警察署     | 交番・駐在所 |
| --------- | ---------- | ---------- | ------------ |
| 犬蔵1丁目 | 全域       | 宮前警察署 | 蔵敷交番     |
| 犬蔵2丁目 | 全域       | 宮前警察署 | 鷺沼駅前交番 |
| 犬蔵3丁目 | 全域       | 宮前警察署 | 蔵敷交番     |